# Eichberg (Neudrossenfeld)
Eichberg ist ein Gemeindeteil der Gemeinde Neudrossenfeld im Landkreis Kulmbach (Oberfranken, Bayern). Eichberg liegt in der Gemarkung Leuchau.

## Geographie
Die Einöde ist von zwei bewaldeten Anhöhen umgeben. Im Westen ist es der Buchleitenberg (385 m ü. NHN), im Osten der Eichberg (406 m ü. NHN). Die Bundesstraße 85 führt nach Rohr (1,2 km nördlich) bzw. zur Anschlussstelle 22 der Bundesautobahn 70 (0,9 km südöstlich).

## Geschichte
Die Anwesen wurden auf einer topographischen Karte von 1940 verzeichnet, jedoch ohne Namen. Erstmals namentlich erwähnt wurde die Einöde in dem 1952 veröffentlichten amtlichen Ortsverzeichnis. Das Waldgebiet und die Anhöhe wurden 1531 erstmals urkundlich erwähnt. Bis zum 30. Juni 1976 gehörte die Einöde zur Gemeinde Leuchau.

### Einwohnerentwicklung
| Jahr      | 001950 | 001961 | 001970 | 001987 |
| Einwohner | 7      | 9      | 9      | 5      |
| Häuser    | 1      | 1      |        | 1      |
| Quelle    | [ 6 ]  | [ 11 ] | [ 12 ] | [ 1 ]  |

## Religion
Eichberg ist evangelisch-lutherisch geprägt und nach Neudrossenfeld gepfarrt.